# Ulex parviflorus
La gatosa (gatova a les Illes Balears) o argelaga (Ulex parviflorus) és un arbust mediterrani, molt espinós, i amb una abundosa florida hivernal o primaveral de flors grogues.
És un arbust de fins a 1,5 o 2 metres d'altura, amb espines llenyoses (branques modificades) ramificades però no gaire i de menys d'un mil·límetre de diàmetre que formen un angle obert amb la tija. Branques i espines són d'un color verd intens, mentre que les fulles són escasses i petites (4-5 mm, linears).
La flor papilionàcia apareix amb gran abundància sobre les espines, solitària o en feixos. És petita (7-8 mm), amb calze i corol·la grocs. Floreix tot l'hivern, si bé sovint comença a la tardor i s'allarga fins a la primavera.
És molt comuna en brolles de totes les contrades mediterrànies de Catalunya i el País Valencià i a les Pitiüses. Cap al nord s'estén per les zones costaneres del Llenguadoc i la Provença.